# 倉羅峠
倉羅峠（くららとうげ）は、徳島県吉野川市美郷倉羅と名西郡神山町上分名ヶ平の境に位置する峠である。別名は経ノ坂峠（きょうのさかとうげ）。標高770m。

## 概要
峠道は国道193号に指定されている。吉野川市側、神山町側ともに、国道193号の他の難所峠ほどではないが線形が悪く、かつ幅員も狭く、しかも勾配もきつくなっており場所によっては10パーセントを超える。また、時間50mm以上もしくは連続150mm以上の雨量を記録すると通行止めになる事前通行規制区間である。
現在は倉羅トンネルを含む倉羅バイパスを徳島県が整備中である。

## 伝承

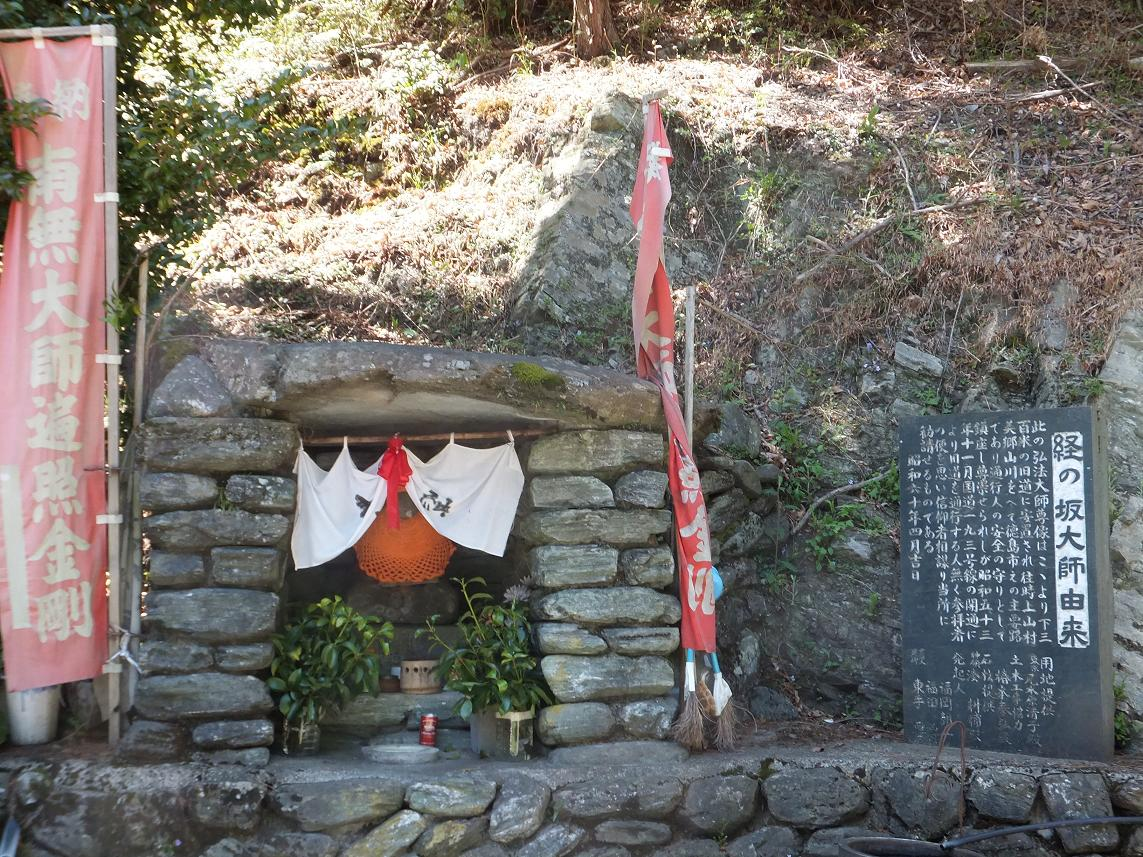
弘法大師尊像

経ノ坂峠の名の由来は弘法大師（空海）が修行中にこの峠で経を唱えていたという伝承であり、道路沿いに弘法大師尊像がある。この像はかつて旧道にあったが、1978年に現道が開通した後、旧道の人通りが少なくなってしまったため、1985年に現在地に移転させたものである。像の移転と同時に、この経緯を記した「経の坂大師由来」石碑も建てられている。

## 参考資料
- 日本地名大辞典（角川書店）
- 経の坂大師由来石碑

座標: 北緯33度59分29.7秒 東経134度16分21.3秒 / 北緯33.991583度 東経134.272583度